# Les métamorphoses de Satan
Les métamorphoses de Satan è un cortometraggio del 1898 diretto da Georges Hatot e Gaston Breteau.

## Trama
Due barbuti si affrontano in una disputa davanti a un grande calderone, da cui convocano Mefistofele. Seguono diverse "metamorfosi".